# Il mistero della pietra azzurra (singolo)
Il mistero della pietra azzurra è il settantatreesimo singolo discografico di Cristina D'Avena, pubblicato nel 1991 e distribuito da C.G.D. Messaggerie Musicali S.p.A.

## Descrizione
Il brano era la sigla dell'anime omonimo, scritta da Alessandra Valeri Manera su musica e arrangiamento di Ninni Carucci. La base musicale fu utilizzata anche per la versione spagnola El misterio de la piedra azul. Sul lato B è incisa la versione strumentale.
Il disco rappresenta l'ultima stampa in vinile di un singolo per la cantante, nonché l'ultima sigla televisiva italiana di un cartone animato ad essere stampata in formato 45 giri negli anni novanta.

## Tracce
- Numero di catalogo: FM 13283.

### Lato A
1. Il mistero della pietra azzurra – 3:36 (testo: Alessandra Valeri Manera – musica: Ninni Carucci)

### Lato B
1. Il mistero della pietra azzurra (strumentale) – 3:36 (testo: Alessandra Valeri Manera – musica: Ninni Carucci)

## Ristampe
Entrambi i brani sono stati inseriti nella compilation Fivelandia 9 – Le più belle sigle originali dei tuoi amici in TV e in numerose raccolte.
Un CD contenente soltanto le due tracce di questo singolo è stato distribuito nell'aprile 2022 da Yamato Video, in allegato alla nuova edizione home video in tiratura limitata della serie anime omonima.